# I Used to Be an Animal
I Used to Be an Animal è un album in studio da solista del cantante britannico Eric Burdon, pubblicato nel 1988.

## Tracce
Tutte le tracce sono state composte da Eric Burdon e Steve Grant, eccetto dove indicato.
1. I Used to Be an Animal (Geoff Bastow, Eric Burdon, Michael Jackson-Clark) – 3:19
2. The Dream (Burdon) – 1:33
3. American Dreams – 3:36
4. Going Back to Memphis – 4:12
5. Leo's Place – 4:07
6. Run for Your Life – 4:15
7. Don't Give a Damn (Eric Burdon, Michael Jackson-Clark, Amin Sabol) – 5:00
8. Living in Fear (Geoff Bastow, D. John, J. Rich) – 4:24
9. I Will Be With You Again – 4:36